# Маковка (Костанайская область)
Маковка (каз. Маков) — упразднённое село в Мендыкаринском районе Костанайской области Казахстана. Ликвидировано в 2009 году. Входило в состав Будённовского сельского округа. Находится примерно в 21 км к северо-западу от районного центра, села Боровского. Код КАТО — 395639105.

## Население
В 1999 году население села составляло 238 человек (119 мужчин и 119 женщин). По данным переписи 2009 года, в селе проживало 20 человек (9 мужчин и 11 женщин).